# Matigny
Matigny és un municipi francès situat al departament del Somme i a la regió dels Alts de França. L'any 2007 tenia 508 habitants.

## Demografia

### Població

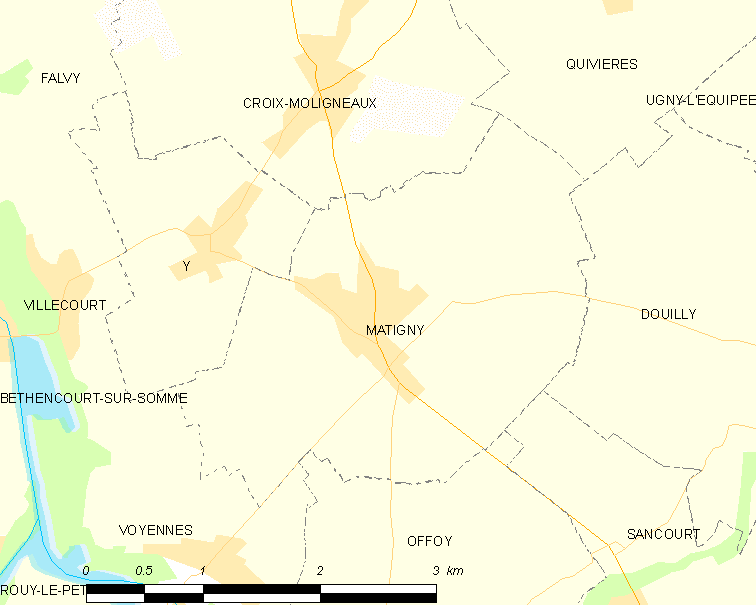
mapa del municipi

El 2007 la població de fet de Matigny era de 508 persones. Hi havia 180 famílies de les quals 44 eren unipersonals (20 homes vivint sols i 24 dones vivint soles), 60 parelles sense fills, 72 parelles amb fills i 4 famílies monoparentals amb fills.
La població ha evolucionat segons el següent gràfic:
Habitants censats

### Habitatges

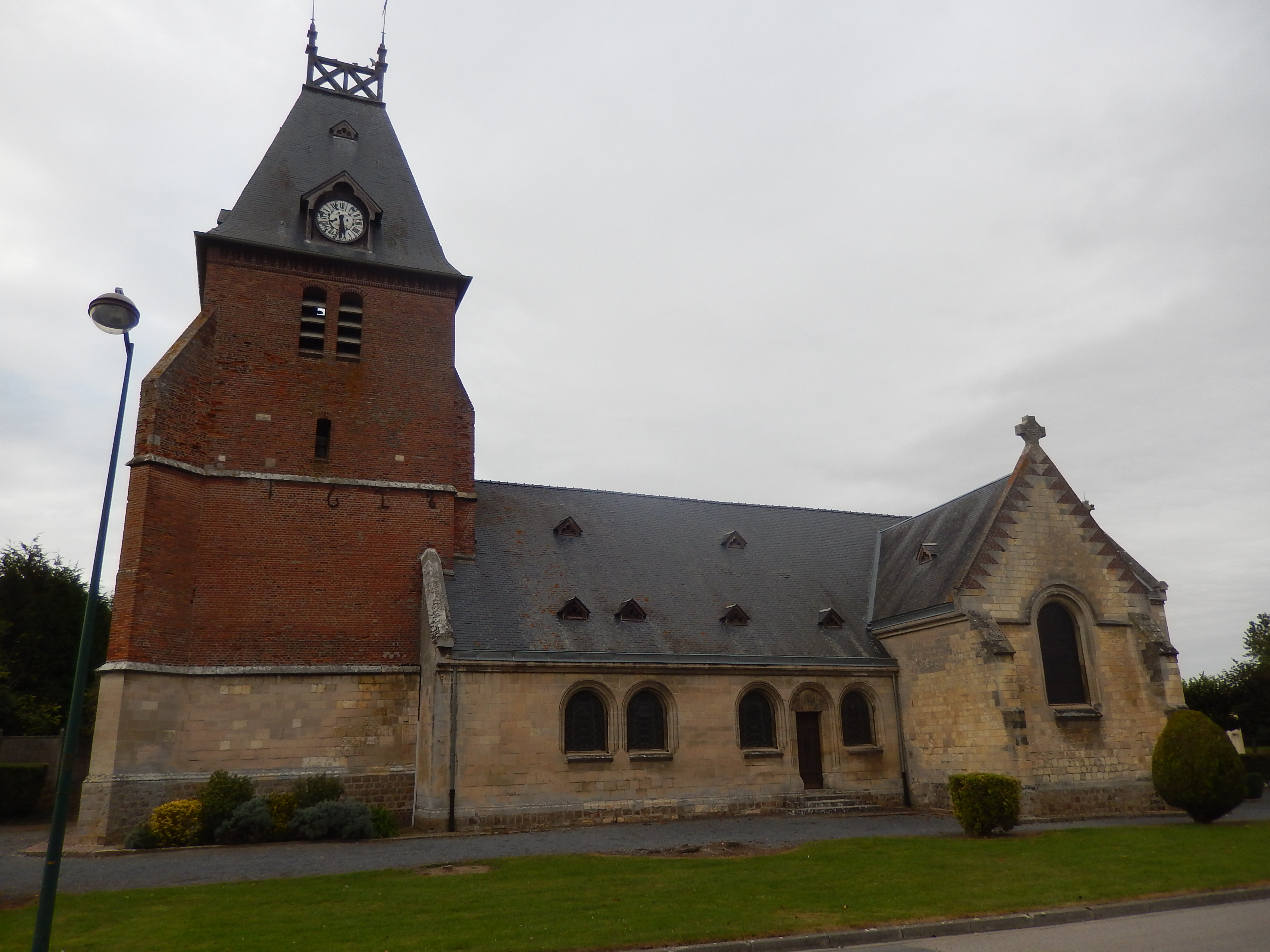
església

El 2007 hi havia 214 habitatges, 191 eren l'habitatge principal de la família, 10 eren segones residències i 13 estaven desocupats. Tots els 213 habitatges eren cases. Dels 191 habitatges principals, 153 estaven ocupats pels seus propietaris, 35 estaven llogats i ocupats pels llogaters i 3 estaven cedits a títol gratuït; 5 tenien dues cambres, 27 en tenien tres, 61 en tenien quatre i 98 en tenien cinc o més. 140 habitatges disposaven pel capbaix d'una plaça de pàrquing. A 88 habitatges hi havia un automòbil i a 81 n'hi havia dos o més.

### Piràmide de població

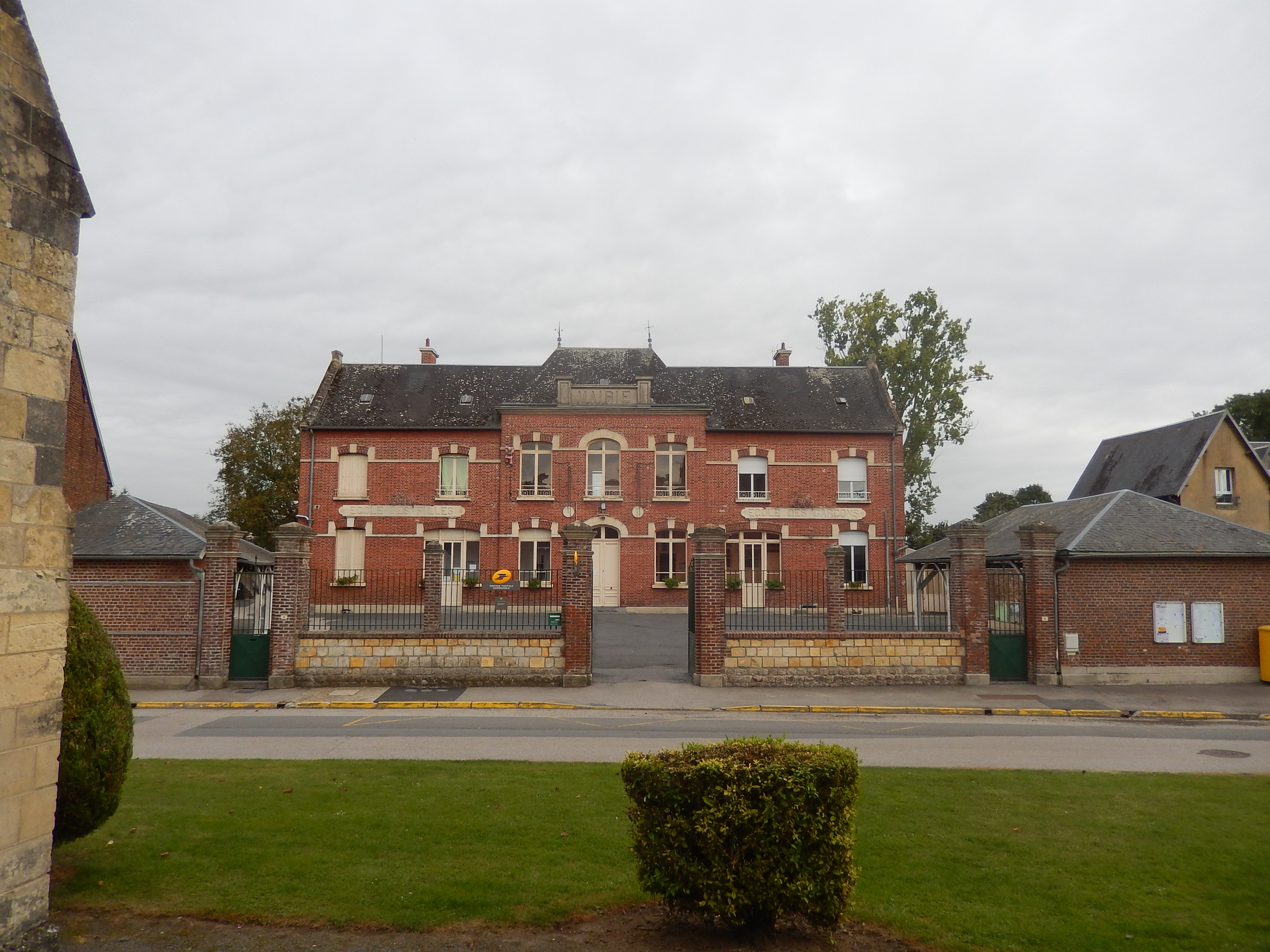
ajuntament

La piràmide de població per edats i sexe el 2009 era:
| Homes | Edats   | Dones |
| ----- | ------- | ----- |
| 0     | 95 o +  | 0     |
| 0     | 90 a 94 | 0     |
| 0     | 85 a 89 | 4     |
| 8     | 80 a 84 | 0     |
| 20    | 75 a 79 | 20    |
| 8     | 70 a 74 | 12    |
| 12    | 65 a 69 | 16    |
| 0     | 60 a 64 | 20    |
| 16    | 55 a 59 | 8     |
| 28    | 50 a 54 | 24    |
| 20    | 45 a 49 | 12    |
| 16    | 40 a 44 | 12    |
| 16    | 35 a 39 | 16    |
| 16    | 30 a 34 | 4     |
| 40    | 25 a 29 | 28    |
| 12    | 20 a 24 | 8     |
| 16    | 15 a 19 | 12    |
| 16    | 10 a 14 | 16    |
| 16    | 5 a 9   | 8     |
| 8     | 0 a 4   | 12    |

## Economia

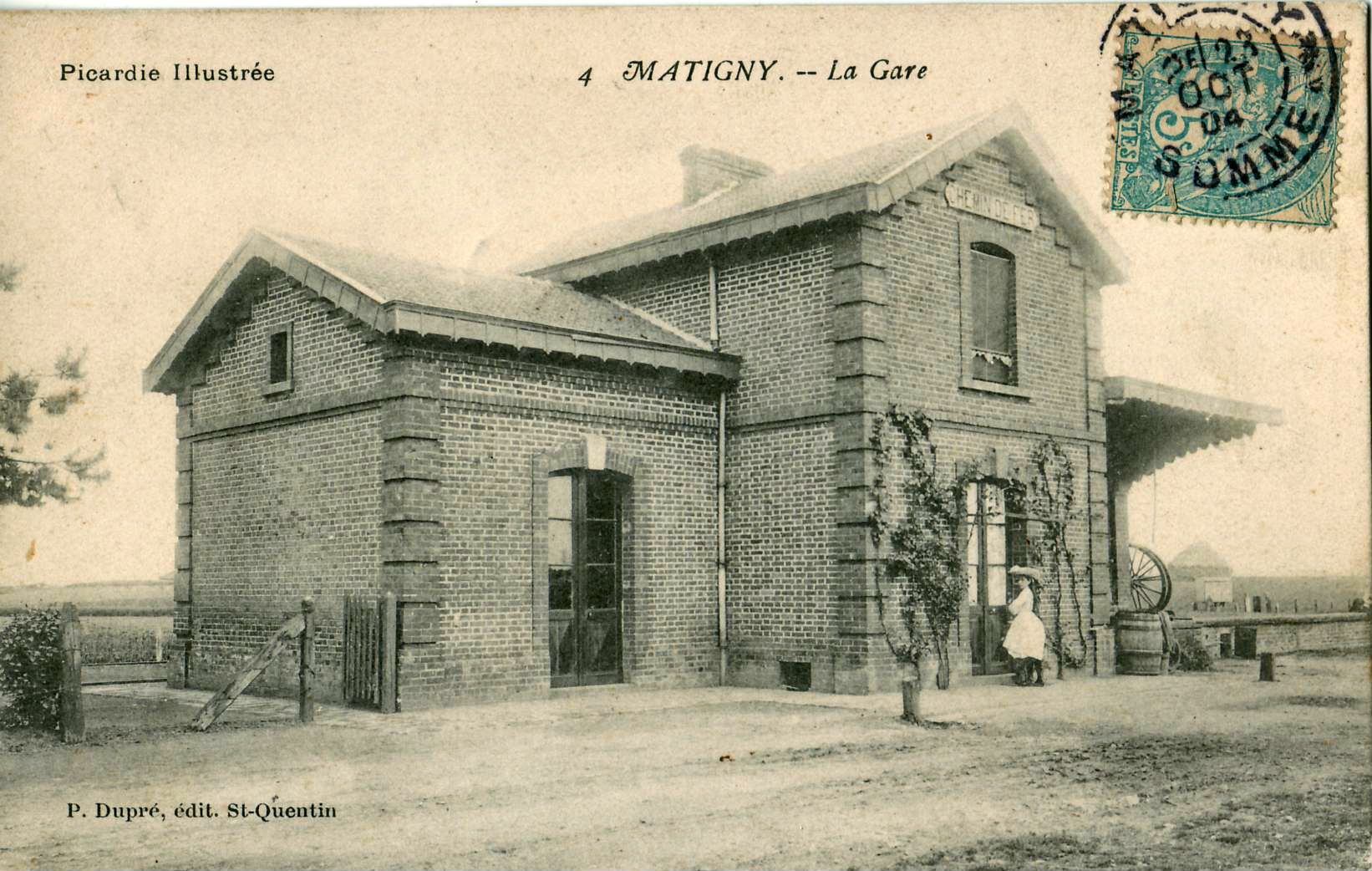

El 2007 la població en edat de treballar era de 327 persones, 241 eren actives i 86 eren inactives. De les 241 persones actives 220 estaven ocupades (131 homes i 89 dones) i 21 estaven aturades (7 homes i 14 dones). De les 86 persones inactives 21 estaven jubilades, 23 estaven estudiant i 42 estaven classificades com a «altres inactius».

### Ingressos
El 2009 a Matigny hi havia 192 unitats fiscals que integraven 486 persones, la mediana anual d'ingressos fiscals per persona era de 16.927 €.

### Activitats econòmiques
Dels 19 establiments que hi havia el 2007, 1 era d'una empresa de fabricació de material elèctric, 1 d'una empresa de fabricació d'altres productes industrials, 4 d'empreses de construcció, 5 d'empreses de comerç i reparació d'automòbils, 1 d'una empresa de transport, 1 d'una empresa d'hostatgeria i restauració, 2 d'empreses immobiliàries i 4 d'empreses classificades com a «altres activitats de serveis».
Dels 8 establiments de servei als particulars que hi havia el 2009, 1 era una oficina de correu, 1 fusteria, 2 lampisteries, 1 electricista, 2 perruqueries i 1 saló de bellesa.
L'únic establiment comercial que hi havia el 2009 era una carnisseria.
L'any 2000 a Matigny hi havia 9 explotacions agrícoles.

## Equipaments sanitaris i escolars
El 2009 hi havia una escola elemental integrada dins d'un grup escolar amb les comunes properes formant una escola dispersa.

## Poblacions més properes
El següent diagrama mostra les poblacions més properes.